# Alípio de Miranda-Ribeiro
Alípio de Miranda-Ribeiro (Rio Preto, Brazília, 1874. február 21. – 1939. január 8.) brazil herpetológus és ichthiológus.  Fia, Paulo de Miranda-Ribeiro (1901-1965) hozzá hasonlóan a zoológiai pályát választotta.
Miranda-Ribeiro már gyermekkorától kedvelte a természettudományokat. Már serdülő korában portugál nyelvre fordította Georges-Louis Leclerc de Buffon egyes műveit. Rio de Janeiróban orvosnak tanult, majd 1894-től preparátorként dolgozott a Brazil Nemzeti Múzeumban. Itt később 1899-től titkárként alkalmazták, majd 1929-től a zoológiai osztály igazgatója lett.
Pályafutása során számos alkalommal kutatott az Amazonas-medencében; Candido Rodon brazil katonatiszt irányítása alatt részt vett az első távíró telepítésében az Amazonas medencében és Mato Grosso államban. Miután európai és Egyesült Államokbeli múzeumokat és haltenyészeteket látogatott meg, 1911-ben Brazíliában megalapította a haltenyésztési felügyeletet, az ország első ilyen jellegű intézményét.
1911-ben kiadta a nagy elismerést szerzett Fauna brasiliensis-Peixes (Brazília halai) című munkáját. Számos herpetológiai témájú mű szerzője.

## Művei
- 1918 : Dous generos e tres especies novas de peixes Brasileiros determinados nas collecções do Museu Paulista. Rev. Mus. Paulista, v. 10 : 787–791, 1 pl.